# اختبار الأكسيداز

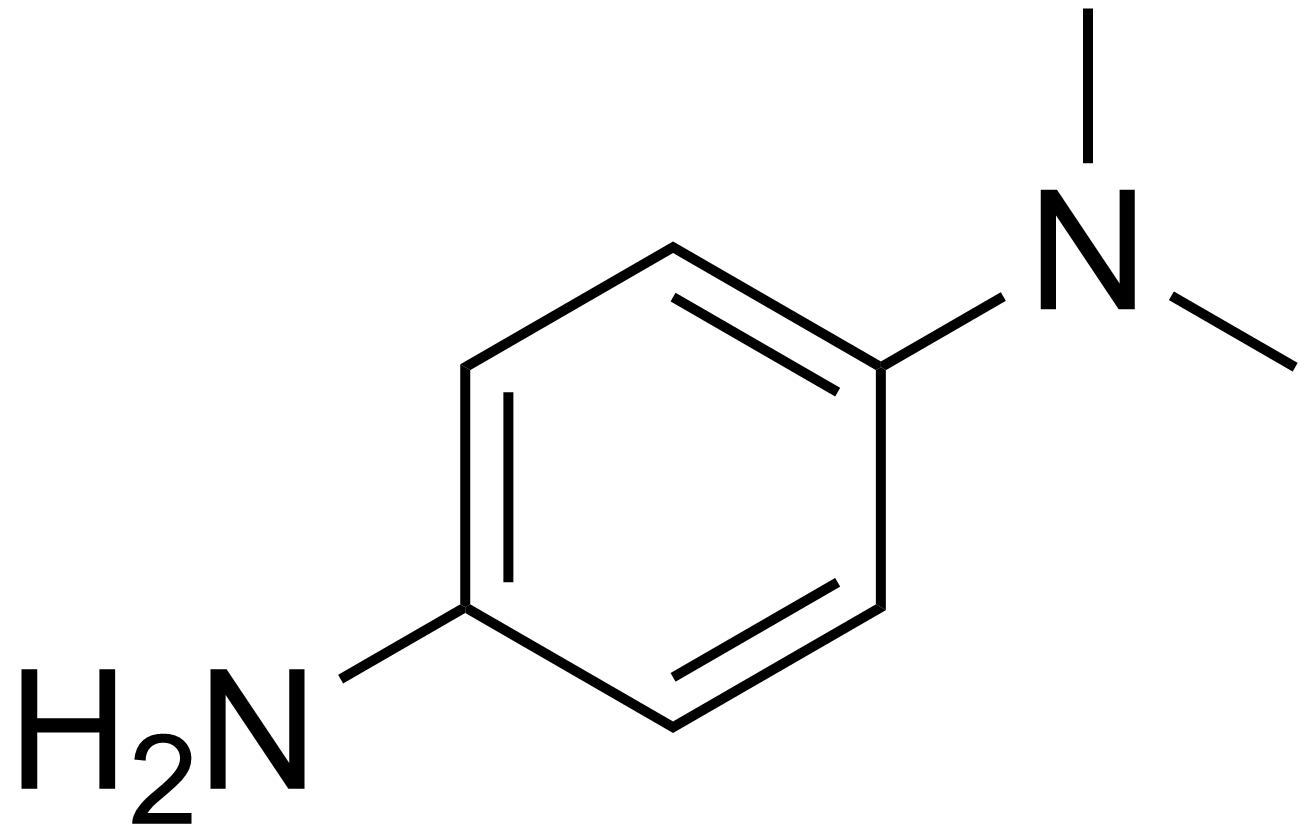
ثنائي ميثيل-4-فنيلين ثنائي الأمين

زرقة فورستر

اختبار الأكسيداز (بالإنجليزية: Oxidase test)‏ هو اختبار يُستخدم في علم الأحياء الدقيقة لِتحديد ما إذا كانت البكتيريا تُنتج أنواعًا مُعينة من سيتوكروم سي أكسيداز.

## التصنيف
سلالات البكتيريا إما إيجابية أو سلبية الأكسيداز:

### إيجابية الأكسيداز
أيجابية الأكسيداز يعني بأن البكتيريا تحتوي على إنزيم الأكسيداز التي تستخدم الأوكسجين لإنتاج الطاقة. تعدّ الزوائف موجبة الأكسيداز. النيسرية المكورة المزدوجة سلبية الغرام وموراكسيلة هي مُوجبة الأكسيداز.

### سالبة الأكسيداز
سالبة الأكسيداز تعني بأن البكتيريا لا تحتوي على الإنزيم وبالتالي لا تستخدم الأوكسجين لإنتاج الطاقة من سلسلة نقل الإلكترون. تُعتبر الأمعائيات سالبة الأكسيداز.

## وصلات خارجية
- فيديو لاختبار الأكسيداز
- إجراء اختبار الأكسيداز